# أدولف روبي

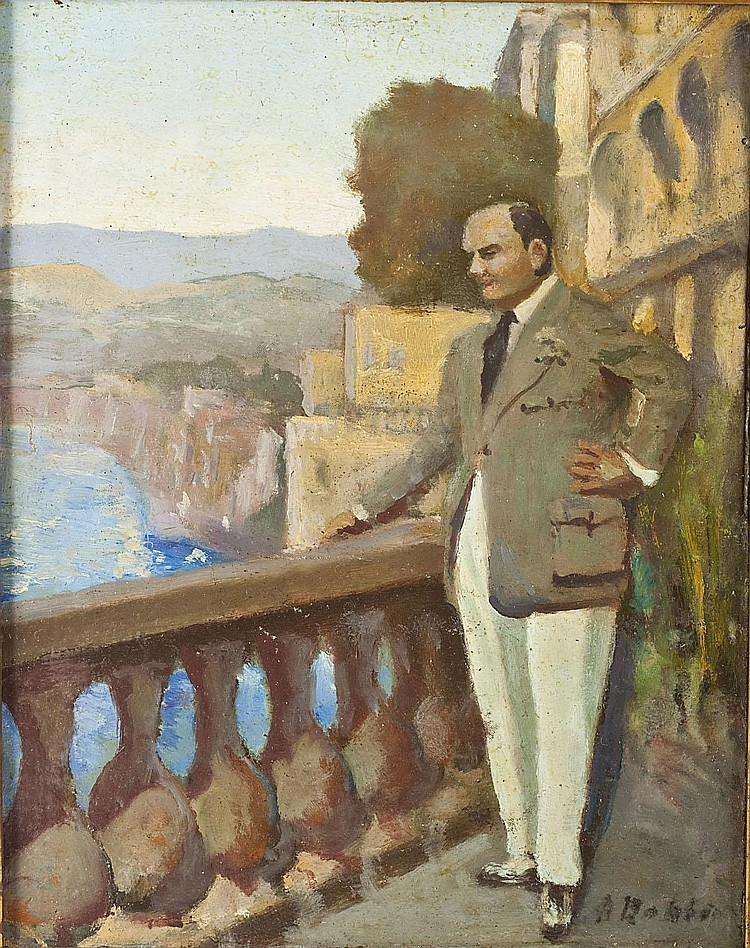
(كاروزو في سورينتو).

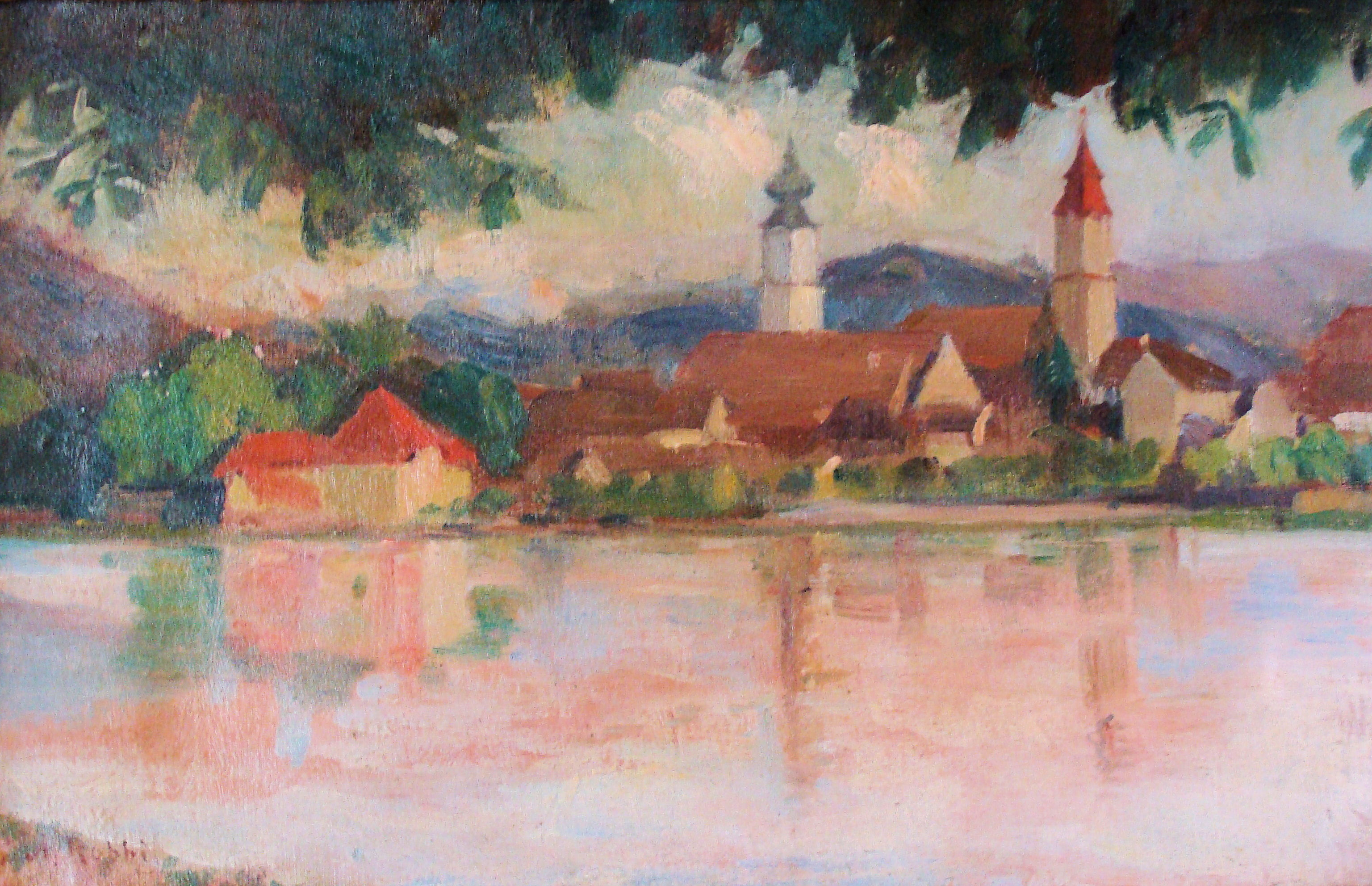
منظر لبحيرة كونستانس في لينداو

أدولف روبي ولد 26 فبراير 1868، إيلانز وتوفي31 ديسمبر 1920، ميونيخ كان رسامًا انطباعيًا سويسريًا.

## سيرة شخصية
لقد فقد والده عندما كان في السابعة من عمره فقط بعد أن أظهر موهبة مبكرة في الفن شجعته والدته وفي سن الخامسةعشرةذهب إلى ميونيخ للدراسة. بدءًا من مدرسة الفنون والحرف ، التحق لاحقًا بأكاديمية الفنون الجميلة حيث درس مع كارل روب ويوهان ليونارد راب .